# Juana Alarco de Dammert

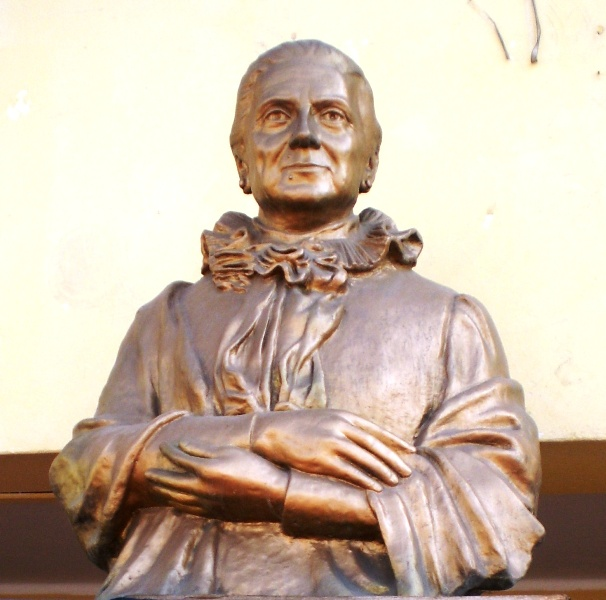
Bronzebüste von Juana Alarco de Dammert in Miraflores

 Juana Alarco Espinoza de Dammert  (* 27. Mai 1842 in Lima, Peru; † 2. August 1932 ebenda) war eine peruanische Erzieherin und Philanthropin. Sie initiierte den Aufbau der ersten Kindergärten und Kindertagesstätten in Peru und ist bekannt als La abuelita de los niños (die Großmutter der Kinder).

## Leben und Werk

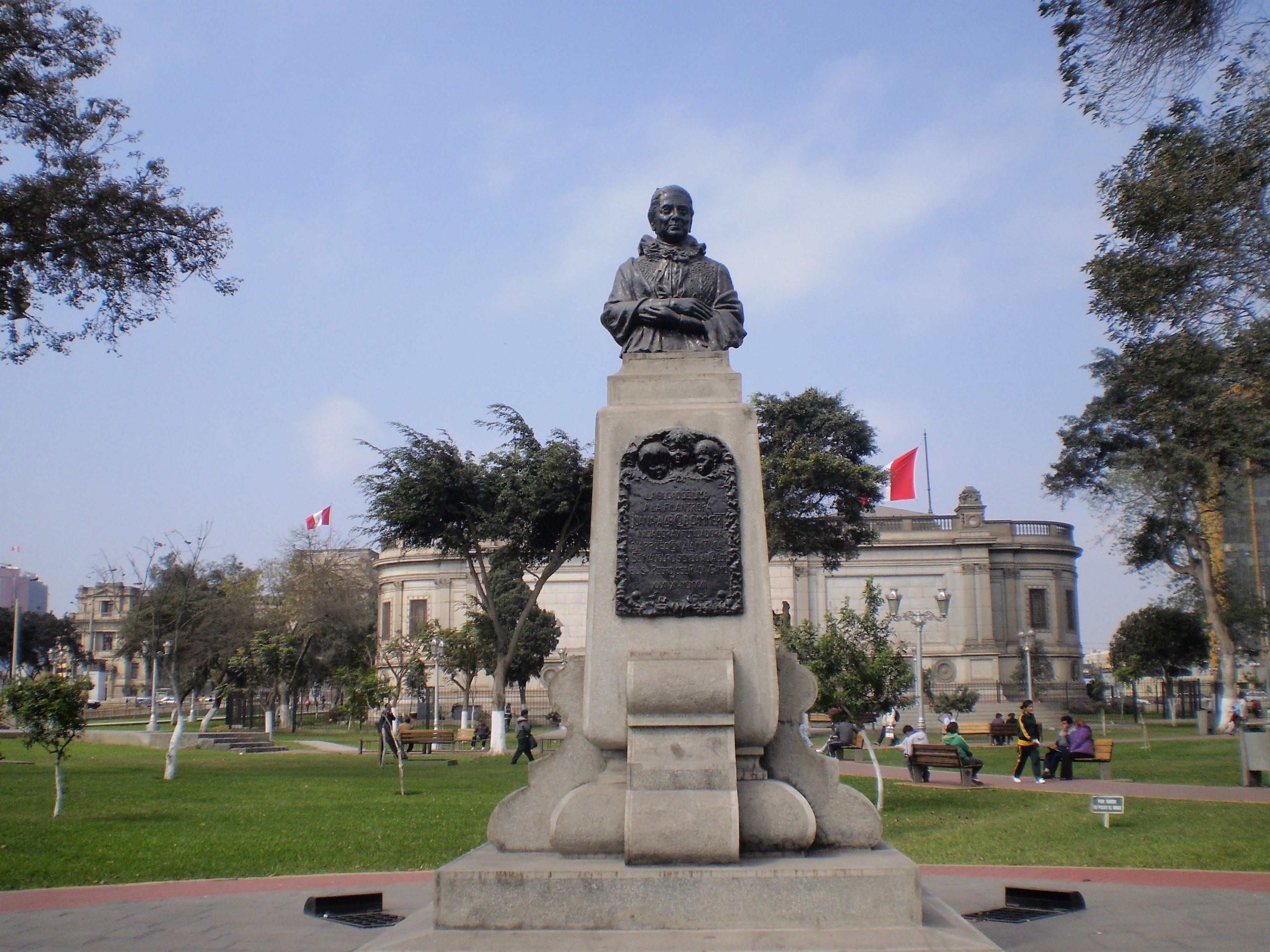
Werk des peruanischen Bildhauers David Lozano mit einer Büste von Juana Alarco de Dammert, welches am 31. Dezember 1922 eingeweiht wurde

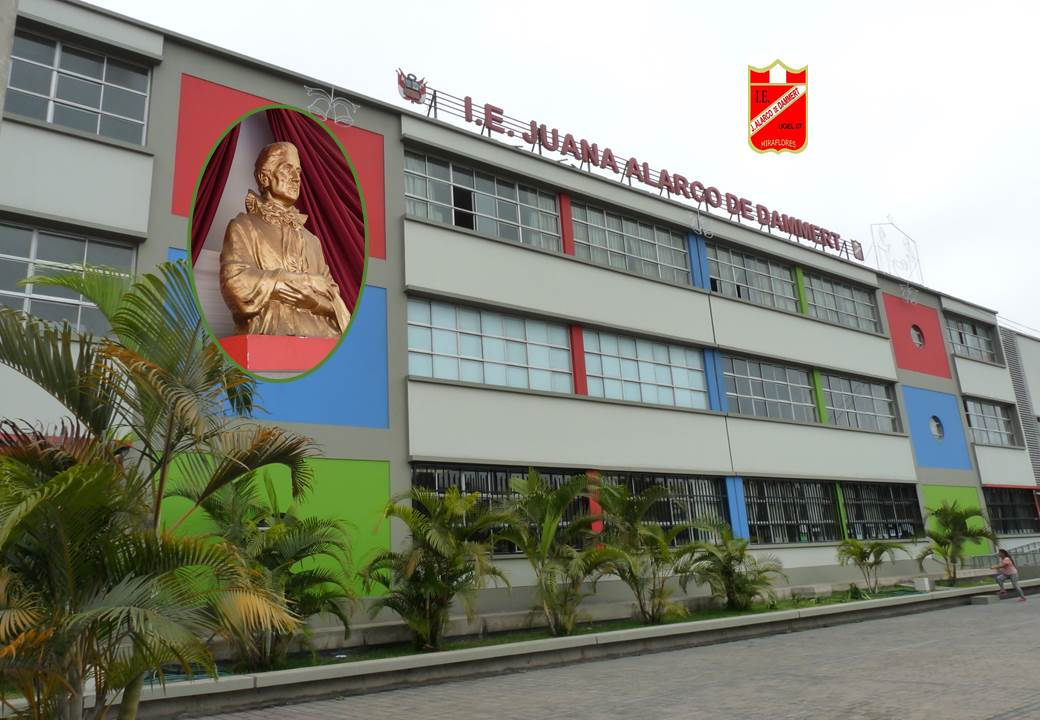
Colegio Emblemático Juana Alarco de Dammert in Miraflores, 2016

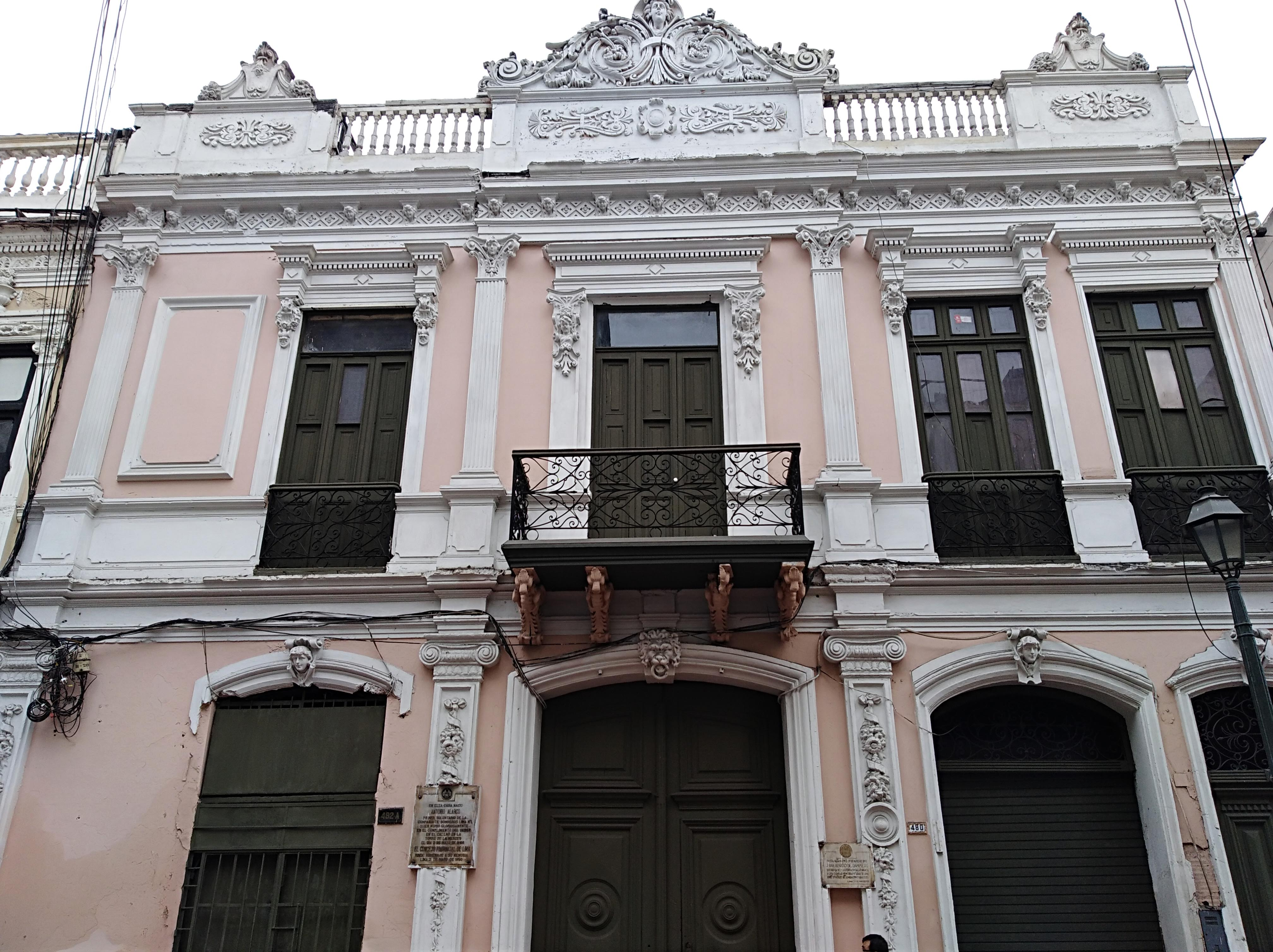
Geburtshaus von Juana Alarco und Antonio Alarco, 2018

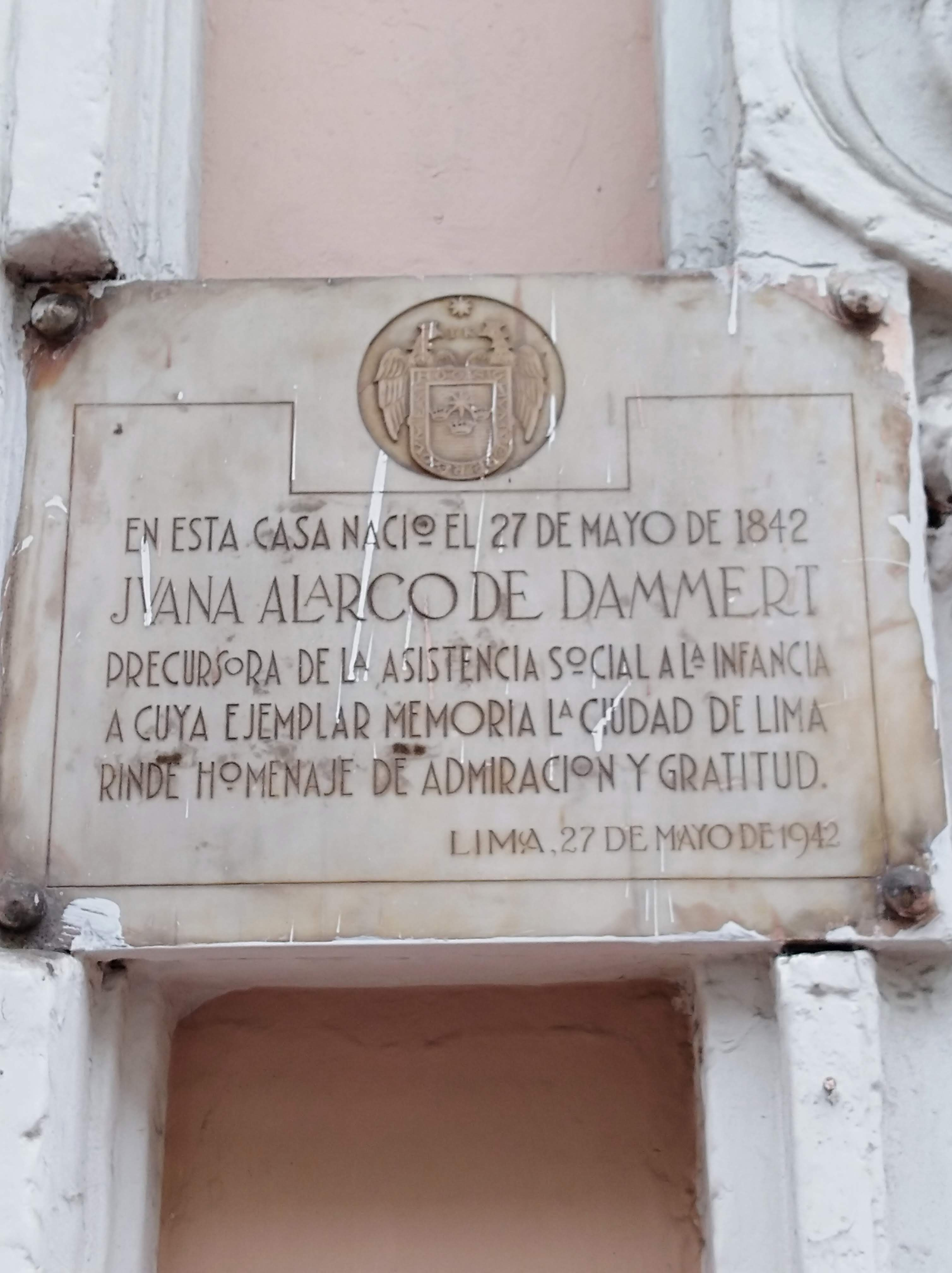
Gedenktafel an dem Geburtshaus von Juana Alarco und Antonio Alarco, 2018

Alarco de Dammert war die Tochter von Julián Alarco und Mercedes Espinoza. Sie besuchte die Schule von Cruz Andrade de Noel und erhielt privaten Französisch- und Musikunterricht. Nachdem sie 1861 den aus Hamburg stammenden Geschäftsmann Juan Luis Dammert geheiratet hatte, reiste sie mit ihrem Mann nach Frankreich und 1871 nach Deutschland, wo sie 14 Jahre lebte. Während dieser Zeit interessierte sie sich für die Werke von Firmin Marbeau, der das moderne Konzept der Kindertagesstätten begründete, und Friedrich Fröbel, der sich für frühkindliche Bildung einsetzte. 
Als sie 1886 nach dem Ende der chilenischen Besatzung nach Peru zurückkehrte und ihr ältester Sohn gestorben war, sah sie die Notwendigkeit, eine Bewegung der sozialen Solidarität zugunsten von Müttern und verlassenen Kindern zu schaffen. Sie gründete 1894 den Kinderhilfeverein Sociedad Auxiliadora de la Infancia. Während des peruanischen Bürgerkrieges (guerra civil peruana) gründete sie 1895 die Sociedad Auxiliadora, um Gefangenen und Verwundeten in Krankenhäusern zu helfen. Am Ende des Krieges waren viele Kinder zu Waisen geworden und sie gründete 1896 die Escuela Maternal, die von der Sociedad Auxiliadora de la Infancia unterstützt und gefördert wurde. Etwa fünfzig Kleinkinder wurden dort untergebracht, die Nahrung, Bildung und kostenlose ärztliche Versorgung erhielten.
Am 21. Oktober 1900 veranstaltete sie die erste Wohltätigkeitsmesse, um Gelder für soziale Zwecke zu sammeln. Im Jahr 1902 gründete sie die erste Cuna Maternal de los Naranjos, die sich auf einem Land befand, das von der öffentlichen Wohltätigkeitsorganisation gespendet und monatlich von dem Bürgermeister von Lima subventioniert wurde. Hier wurden die Kinder berufstätiger Mütter betreut.
Sie gründete 1905 die Normalschule und 1908 den Kindergarten, aus dem nach dem Umzug die Grundschule Nr. 437 entstand. 1908 gründete sie den ersten Vorläufer des Schulfrühstücks, der Milch für arme Kinder liefern sollte und heute als „Vaso de Leche“ bekannt ist.
1927 wurde das Hospital del Niño eingeweiht, welches durch ihre Initiative gefördert wurde. In dem Krankenhaus erinnerte eine Gedenktafel an ihre Idee und Arbeit.
Alarco de Dammert starb am 2. August 1932 im Alter von 90 Jahren bei einem Verkehrsunfall.

## Ehrungen
- In Lima sind zwei Schulen und ein Park zu ihren Ehren benannt.
- Zu ihrem Gedenken wurde im Parque Neptuno eine Bronzebüste errichtet. Eine Kopie der Originalskulptur befindet sich im Haupthof der Bildungseinrichtung Juana Alarco de Dammert in Miraflores.[3]
- Am 27. Mai 2022 wurde anlässlich ihres 180. Geburtstags ein Google Doodle geschaltet.[4][5]